# Звєрєв Максим Дмитрович
Макси́м Дми́трович Звє́рєв (29 жовтня 1896, Барнаул — 23 січня 1996, Алмати) — радянський вчений, який заклав основи теріології в Західному Сибіру, пізніше — письменник-натураліст, автор книг про природу, тварин, виданих у країнах СНД, а також у Франції, Англії, Іспанії, Польщі, Німеччині, на Кубі та в інших країнах світу. Народний письменник Казахської РСР, лауреат Державної премії Казахстану (двічі), кавалер чотирьох орденів, член бюро Ради старійшин і член Правління Спілки письменників Казахстану.

## Біографія
Народився 29 жовтня 1896 року в м. Барнаулі, в родині засланого за замах на Олександра III Дмитра Івановича Звєрєва. Його мати, Марія Федорівна, була фельдшером. Дитинство та юність письменника минули на березі річки Обі, серед мальовничої алтайської природи; вся обстановка сприяла зближенню хлопчика з нею.
Після закінчення реального училища в 1916 році Звєрєв недовгий час працював у Бобровському лісництві, потім вступив до Московського політехнічного інституту, але у зв'язку з початком війни був зарахований до Олексіївського військового училища. У 1917 році в чині прапорщика завідував станцією Барнаул. Того ж року в газеті «Алтайський край» опублікував свій перший оповідання «Полювання на вовків» (про спільні з батьком мисливські походи).
Після демобілізації працював лісовим техніком у селі Ребриха Алтайського краю. Під час наступу Колчака знову був мобілізований і працював помічником коменданта станцій Алтайська та Томськ. У 1919 році перейшов на бік Червоної Армії і був призначений військовим диспетчером усієї Томської залізниці. Наприкінці 1920 року був демобілізований і направлений на навчання до Томського університету на природниче відділення. Першу наукову працю «Визначник хижих птахів Сибіру» опублікував у 1923 р., будучи студентом 3 курсу. Після закінчення університету став професійним зоологом. Трудову діяльність розпочав у Сибірському інституті захисту рослин.

### Наукова діяльність
М. Д. Звєрєв присвятив науці 25 років: брав участь у численних експедиціях, вів самостійні спостереження в полі. Опублікував понад сто наукових праць, три монографії та понад 20 науково-популярних книг, створив основи теріології (науки про ссавців) у Західному Сибіру. Був доцентом Томського, а потім Казахського університетів.
У Новосибірську очолював відділ хребетних тварин Сибірського інституту захисту рослин, допомагав відкриттю та становленню його філій у Іркутську та Красноярську. Максима Дмитровича вважають основоположником сільськогосподарської зоології в Сибіру. Під його керівництвом проходили практику майбутні видатні вчені: І. А. Долгушін, В. Н. Скалон, А. А. Слудський, які стали засновниками зоологічної науки в Казахстані.
На початку 1930-х на базі агробіостанції (вул. Наримська, 2) у Новосибірську заснував зоосад і став його науковим керівником, створив першу в Сибіру станцію юннатів. Одним із перших юннатів Звєрєва був Є. В. Гвоздєв, який згодом став великим вченим, доктором наук, академіком АН РК, віце-президентом Академії наук Казахстану.
У 1937 році на базі зоосаду за участю Звєрєва була створена Західносибірська крайова дитяча технічна та сільськогосподарська станція. Пізніше цей зоосад став Новосибірським зоологічним садом.
Як колишнього прапорщика царської армії в 1933 році Звєрєва мали заарештувати. Але його начальник Алтайцев доклав чимало зусиль, щоб вчений залишився на свободі. Алтайцеву вдалося переконати начальство ОГПУ в тому, що Звєрєв — єдиний наявний фахівець-зоолог свого напрямку, і без нього робота зоосаду розвалиться. За документами Звєрєва «зарахували» до ГУЛАГу, але дозволили працювати в зоосаді та проживати вдома. При цьому Звєрєв віддавав свою зарплату державі. За офіційною довідкою М. Д. Звєрєв був заарештований 20 січня 1933 р. і засуджений Колегією ОГПУ 5 серпня 1933 р. за ст. 58-2 (збройне повстання) КК РРФСР і засуджений до 10 років позбавлення волі. Звільнений із Томського відділення Сиблагу 29 січня 1936 р. Реабілітований визначенням Військової Колегії Верховного суду СРСР від 29 липня 1958 р. за відсутністю складу злочину.

### Переїзд до Казахстану
У 1937 р. дружина Звєрєва випадково дізналася від знайомої машиністки, яка працювала в НКВД, що прізвище Максима Дмитровича знову з'явилося в списках на арешт. За допомогою Алтайцева Звєрєв наступного ж дня виїхав до Москви, звідки за дорученням заступника директора Московського зоопарку П. А. Мантейфеля його тимчасово направили до Алма-Ати допомогти відкрити зоопарк. У Алма-Аті Максим Дмитрович працював на посаді заступника директора з наукової частини Алма-Атинського зоопарку, а пізніше Алма-Атинського заповідника. Тут органи НКВД не були знайомі з Звєрєвим, і це допомогло йому благополучно пережити хвилю арештів.
У 1941 р., з початком Другої вітової Війни. Звєрєв був призваний до лав Червоної Армії. Деякий час він служив військовим диспетчером на Східносибірській залізниці, а потім, за клопотанням Комітету з заповідників і зоопарків при РНК КазРСР, отримав бронь і був направлений керувати зоопарком у Алма-Аті та Алма-Атинським заповідником. У 1943 р. Звєрєв створив у Алма-Аті малу академію юннатів. Того ж року був прийнятий до Спілки радянських письменників Казахстану. Згодом обирався членом бюро Ради старійшин і членом Правління Спілки письменників.
Продовжував вести наукову роботу, викладав у Казахському державному університеті, боровся з браконьєрством, домагався припинення вирубки лісу в Заілійському Алатау.
З метою пропаганди природоохоронної діяльності та захисту природних багатств написав і опублікував понад тисячу статей і нотаток у пресі. Лише на захист гірських ялинових лісів написав близько 80 статей, що сприяло переведенню лісових масивів із III до I охоронної групи в 1968 р.
Очолював Комісію з охорони природи Спілки письменників Казахстану, понад 10 років на громадських засадах видавав природознавчий збірник «Лик землі». Як вчений, виступав за те, що бережне ставлення до природи слід виховувати з дитинства. Писав для дітей оповідання, казки, повісті про тварин.
У 1952 році залишив роботу в наукових установах і повністю присвятив свою творчість літературі.

Перше його оповідання «Полювання на вовків» було опубліковане ще в 1917 році, а перша книга «Білий марал», написана в 1922 році, побачила світ у 1929-му. Повість зустріли тепло і співчутливо. Про неї позитивно відгукнувся російський радянський письменник, викладач і журналіст Юхим Пермітін. та В. В. Біанкі рішуче підтримав М. Д. Звєрєва:
«…Ви, Максим Дмитрович, чарівник і маг, — тому що самі пізнавали таємниці (без лапок) природи і великодушно розкриваєте їх перед усіма людьми-братами. Удосконалюйтеся в цьому жанрі художньої літератури — і Ви гідні будете зайняти своє (оригінальне, як у кожного художника) місце навіть у світовій літературі. У цьому жанрі вітаю і благословляю Вас».
Помер 23 січня 1996 року, похований на кладовищі на проспекті Рискулова в Алма-Аті.

### Твори
- «Білий Марал» (Державне видавництво, М., 1929. Іл. А.Борисов)
- «В норах і гніздах» (Західно-Сибірське крайове видавництво, Новосибірськ, 1937)
- «Лісові зустрічі» (іл. Туркін А.) — 1937
- «Пригоди моїх диких друзів» (Алма-Атинський зоопарк, Алма-Ата, 1939)
- «Оповідання про звірів і птахів» (ОмГІЗ, Омськ, 1948. Іл. М.Звєрєв)
- «Біля лісового багаття» (Казахське держ. видавництво художньої літератури, Алма-Ата, 1952. Іл. Г.Сімкін)
- «Вибране» (Казахське держ. видавництво художньої літератури, Алма-Ата, 1956. Іл. К.Баранов)
- «Снігова книга» (іл. Баранов К.) — 1956
- «Там, де біліють намети юннатів» (іл. Баранов К.) — 1956
- «Ущелина барсів» (іл. Баранов К.) — 1956
- «Кінець білої плями» (іл. Баранов К.) — 1956
- «По рідному краю» (іл. Баранов К.) — 1956
- «Мисливці за барсами» («Дитяча література», М., 1960. Іл. Г.Нікольський)
- «Таємничі пера» («Дитяча література», М., 1963. Іл. А.Келейников)
- «Лісове бюро погоди» (іл. Домогацький Д.) — 1967
- «Пригоди Кря і Кряка» («Радянська Росія», М., 1968. Іл. Ю.Богородський)
- «Господар небесних гір» («Дитяча література», М., 1972. Іл. А.Келейников)
- «Таємничий викрадач» Звєрєв М. Д., Лєвашов М. — (іл. Карлов Г.) — 1974
- «Як Мішка навчився поважати звірів і птахів» (іл. Карлов Г.) — 1975
- «Таємниця двоповерхового міста» (Видавництво «Жалин» Алма-Ата 1979.)
- «Сліди на снігу» («Малыш», М., 1983. Іл. С.Купріянов)
- «За кулісами зоопарку» («Дитяча література», М., 1990.)

### Нагороди та премії
- Орден Трудового Червоного Прапора (22 серпня 1986)
- Орден «Знак Пошани» (3 січня 1959) — за видатні заслуги у розвитку казахського мистецтва та літератури та у зв'язку з декадою казахського мистецтва та літератури в м. Москві
- Орден Дружби народів
- Орден «Знак Пошани»
- Народний письменник Казахської РСР
- Державна премія Казахської РСР
- Державна премія Казахської РСР
- Медалі

## Міжнародне визнання
Ім'я письменника відоме не лише читачам Казахстану та країн СНД. Його твори друкуються також у Франції, Англії, Іспанії, Польщі, Німеччині, на Кубі та в інших країнах світу.

## Пам'ять
Після його смерті вулиця Грушева в Алмати, де практично пройшла вся літературна діяльність письменника, названа іменем Максима Звєрєва.